# 5. sugárúti mozi
Az 5. sugárúti mozi (angolul: 5th Avenue Cinema; korábban Cine-Mini Theater) a Portlandi Állami Egyetem 35 mm-es technológiát használó, kétvásznas filmszínháza az Amerikai Egyesült Államok Oregon államának Portland városában, ahol főképp művészfilmeket vetítenek. A hallgatók ingyenesen látogathatják.

## Története
1970 októberében nyílt meg az egyetemi könyvesbolttól bérelt helyen. Larry Moyer, a Moyer Theaters tulajdonosa szerint az iskolának szüksége volt egy teljesen automatizált filmszínházra. Kezdetben veszteséges volt; hamarosan régi filmeket (például az 1975-ös The Rocky Horror Picture Show) kezdtek vetíteni, és a létesítmény felvette mai nevét. Később a Portlandi Nemzetközi Filmfesztivál részeként is szerveztek vetítéseket.
Az 1980-as években az Act III Cinemas megvásárolta a Moyer Theaterst, ekkor a mozi nonprofit szervezetként az egyetem tulajdonába került.

## Fordítás
- Ez a szócikk részben vagy egészben  a(z)   5th Avenue Cinema című angol Wikipédia-szócikk ezen változatának fordításán alapul.  Az eredeti cikk szerkesztőit annak laptörténete sorolja fel. Ez a jelzés csupán a megfogalmazás eredetét és a szerzői jogokat jelzi, nem szolgál a cikkben szereplő információk forrásmegjelöléseként.